# Godomar II
Pour les articles homonymes, voir Gondemar.
Godomar II est le fils du roi Gondioc, roi des Burgondes. À la mort de son oncle Chilpéric Ier il règne comme co-roi avec ses trois frères: Godégisile (Genève), Gondebaud (Lyon)   et Chilpéric II (Valence). Godomar II a régné de 473 à 486 à son domicile à Vienne.
En 486 Godomar II est assassiné (ou fait assassiné) par son frère Gondebaud, le plus ambitieux des frères qui a réussi à réunifier le royaume burgonde.

## Historiographie
L'existence de Godomar nous est révélée par Grégoire de Tours : 
« Gondioc avait été roi des Burgondes : il appartenait à la famille d'Athanaric, le roi persécuteur de qui nous avons parlé ci-dessus. Il avait eu quatre fils : Gondebaud, Godégisèle, Chilpéric et Gondemar. [...] »
— Grégoire de Tours, Historia Francorum, Livre II, paragraphe XXVIII, traduction Robert Latouche, Les classiques de l'histoire de France au Moyen Âge, volume 27, p. 116-117, in La Bourgogne au Moyen Âge, Académie de Dijon, Centre régional de recherche et de documentation pédagogique, Dijon, 1972.

Gondemar, fils de Gondioc, et son frère Chilpéric II, (Hilpéric le Jeune), le père de Clotilde, sont morts assez rapidement, comme l'indique une lettre de l'évêque Avit de Vienne à Gondebaud, où il nous le montre affligé de la mort de ses frères : 

« c’était la bonne fortune de votre royaume qui, en diminuant le nombre de personnages royaux, ne gardait à la vie que ce qui suffisait pour le commandement. Autrefois vous pleuriez avec une émotion inexprimable la perte de vos frères et l'affliction de tout votre peuple s'associait à votre deuil royal. Et cependant, c'était la bonne fortune de votre royaume qui, en diminuant le nombre de personnages royaux, ne gardait à la vie que ce qui suffisait pour le commandement »

— Saint-Avit, in La Bourgogne au Moyen Âge édité par l'Académie de Dijon, Centre Régional de Recherche et de Documentation Pédagogiques (1972)

 
La disparition de ces deux frères donne lieu à controverse. La documentation d'époque consiste essentiellement en un passage de Grégoire de Tours où celui-ci évoque formellement et de façon assez détaillée l'assassinat de Chilpéric et de son épouse par Gondebaud, mais sans en donner les circonstances. 
« Gondebaud égorgea Chilpéric son frère et noya la femme de celui-ci en lui attachant une pierre au cou. Il condamna à l'exil ses deux filles ; l'aînée, qui prit l'habit, s'appelait Croma, la plus jeune Clotilde. [...].  »
— Grégoire de Tours, Historia Francorum, Livre II, paragraphe XXVIII, traduction Robert Latouche, Les classiques de l'histoire de France au Moyen Âge, volume 27, p. 116-117, in La Bourgogne au Moyen Âge, Académie de Dijon, Centre régional de recherche et de documentation pédagogique, Dijon, 1972.
Grégoire de Tours ne dit rien concernant le destin de Godomar. Justin Favrod précise que : « [...] Chilpéric (Hilpéric) mourut selon toute vraisemblance avant son oncle (Chilpéric Ier (l'Ancien)) et que, vraisemblablement Godomar, comme son frère, ne régna pas. Michèle Laforest, dans Clovis, un roi de légende, écrit que « Godomar disparut sans laisser de traces. Carence des archives ou crime parfait on ne saura jamais ». Katalin Escher, écrit seulement que Godomar devait être encore assez jeune à sa mort.

## Annexe

### Liste des rois burgondes
| Liste des rois burgondes Les données concernant les rois burgondes sont très incertaines |                                                                           |                                                                  |                                                                  |
| Le roi Gondebaud, dans la loi Gombette : TITRE III, De la liberté de nos esclaves, cite les noms de ses aïeux « de royale mémoire » : Gibica, Godomar, Giselher (ou Gisclar-Gislahar), Gundahar (ou Gondicaire-Gondichaire) |                                                                           |                                                                  |                                                                  |
| En Germanie |                                                                           |                                                                  |                                                                  |
| Gibica ? Ancêtre historique ou mythique des rois burgondes |                                                                           |                                                                  |                                                                  |
| Godomar ? | Giselher (Gislahar) ?                                                     | Gundahar (Gondichaire ou Gondicaire) (nom latin : Gondicarius) ? | Gundahar (Gondichaire ou Gondicaire) (nom latin : Gondicarius) ? |
| Ont-ils régné en même temps ou l'un après l'autre ? |                                                                           |                                                                  |                                                                  |
| Royaume de Worms ? |                                                                           |                                                                  |                                                                  |
| Gondichaire (Gondichaire ou Gondicaire) († vers 436/437 ?) |                                                                           |                                                                  |                                                                  |
| Installation en Sapaudia, (région de Genève) et expansion du royaume : vallées Rhône, Saône et Alpes (Future Burgondie) |                                                                           |                                                                  |                                                                  |
| Gondioc († vers 460-463 ?) | Gondioc († vers 460-463 ?)                                                | Chilpéric Ier (Hilpéric) († vers 476 ?)                          | Chilpéric Ier (Hilpéric) († vers 476 ?)                          |
| Chilpéric Ier seul († vers 476 ?) Pas de postérité masculine |                                                                           |                                                                  |                                                                  |
| Quatre fils de Gondioc |                                                                           |                                                                  |                                                                  |
| Godomar II († date inconnue : avant 476. Ne règne pas) | Chilpéric II († date inconnue : avant 476. Ne règne pas) Père de Clotilde | Godégisèle épouse Théodelinde                                    | Gondebaud épouse Carétène († 506)                                |
| Godégisèle († 500) | Godégisèle († 500)                                                        | Gondebaud († 516)                                                | Gondebaud († 516)                                                |
| Gondebaud seul († 516) |                                                                           |                                                                  |                                                                  |
| Sigismond († 523) |                                                                           |                                                                  |                                                                  |
| Godomar III († date inconnue ; après 534) |                                                                           |                                                                  |                                                                  |
| Chute et fin du royaume. Partagé entre les rois Francs |                                                                           |                                                                  |                                                                  |